# Pimelodus ornatus
Pimelodus ornatus és una espècie de peix de la família dels pimelòdids i de l'ordre dels siluriformes.

## Morfologia
Els mascles poden assolir els 38,5 cm de llargària total.

## Distribució geogràfica
Es troba a Sud-amèrica: conques dels rius Amazones, Essequibo, Orinoco, Paranà i dels principals rius de les Guaianes.